# Bamazomus pileti
Bamazomus pileti är en spindeldjursart som först beskrevs av Brignoli 1974.  Bamazomus pileti ingår i släktet Bamazomus och familjen Hubbardiidae. Inga underarter finns listade.